# Selección de críquet para ciegos de Indias Occidentales

La selección de críquet para ciegos de Indias Occidentales representa a las Indias occidentales en el críquet para ciegos. El equipo ha sido dirigido y gobernado por el West Cricket Council for the Blind (WICCB). Desafortunadamente, el equipo no pudo participar en ningún Campeonato de Cricket para Ciegos hasta la Copa del Mundo de Críquet para Ciegos T20 de 2012.

## Participaciones

### Copa del Mundo de Críquet para Ciegos T20
- 2012 - Fase de grupos[1]
- 2017 - Fase de grupos[2]